# Mérida (Hiszpania)
Mérida (estr. Méria) – miasto w zachodniej Hiszpanii, w prowincji Badajoz, stolica regionu Estremadura. Położone nad rzeką Gwadianą, nazywane jest „hiszpańskim Rzymem”. Ośrodek administracyjny, przemysłowy, handlowy i turystyczny.

## Geografia
Mérida jest położona w zachodniej części Wyżyny Nowej Kastylii, na średniej wysokości 217 metrów nad poziomem morza. Przez miasto z południowego wschodu na północny zachód przepływa rzeka Gwadiana, która dzieli je na dwie części, z których większa, wraz z zabytkowym centrum, znajduje się po stronie prawej. Do Gwadiany na granicy zabytkowego centrum wpada strumień Albarregas.

## Historia
Miasto zostało założone w 25 roku p.n.e. przez Oktawiana Augusta pod nazwą Emerita Augusta dla żołnierzy-weteranów z legionów: Legio V Alaudae i Legio X Gemina armii rzymskiej po wojnie kantabryjskiej i szybko stało się stolicą Luzytanii – prowincji wysuniętej najbardziej na zachód w cesarstwie rzymskim. W okresie panowania rzymskiego powstało szereg imponujących budowli takich jak: teatr, amfiteatr, świątynie, mosty, akwedukty itd., z których duża część przetrwała do czasów dzisiejszych. Według relacji św. Kaliksta, w 220 roku n.e. było tu zlokalizowane jedno z trzech (obok Astorgi i Saragossy) biskupstw na półwyspie.
Wraz z upadkiem cesarstwa w V wieku n.e., miasto w 441 roku zajęli Swebowie, a po nich Wizygoci. Czas ich panowania oznaczał dla gospodarki na Półwyspie Iberyjskim okres stagnacji, ruralizacji oraz degradacji handlu i rzemiosła. W tych warunkach Méridzie, jako jednemu z niewielu miast, udało się utrzymać swój miejski i rzemieślniczo-wytwórczy charakter.
W czasie inwazji arabskiej na Królestwo Wizygotów miasto zostało zdobyte w 713 roku n.e. przez Musę ibn Nusajra i mocno zniszczone. W rękach arabskich osada pozostała do roku 1230, kiedy to zdobył ją Alfons IX, król Leónu. Po tym wydarzeniu Mérida stała się siedzibą komandorii Zakonu Santiago. W czasie podbojów kolonialnych z miasta wyemigrowało do Ameryki około 210 osób, w tym Juan Rodríguez Suárez i Garci González de Silva, którzy mieli swój udział w zdobywaniu terenów dzisiejszej Kolumbii i Wenezueli. Wojna na Półwyspie Iberyjskim 1807–1814 była dla Méridy, podobnie jak dla reszty regionu, okresem upadku gospodarczego i zniszczeń dziedzictwa kulturalnego. U progu hiszpańskiej wojny domowej w 1936 roku miasto, wraz z prawie całą prowincją Badajoz, opowiedziało się po stronie Republiki. 10 sierpnia dotarły do niego oddziały Hiszpańskiej Legii Cudzoziemskiej i po krótkiej walce z oddziałami lokalnej milicji zdobyły je. W roku 1983 Mérida stała się stolicą Wspólnoty Autonomicznej Estremadura, a w 1993 roku jej zabytki z okresu rzymskiego zostały wpisane na listę UNESCO.

## Zabytki

### Zabytki z okresu rzymskiego

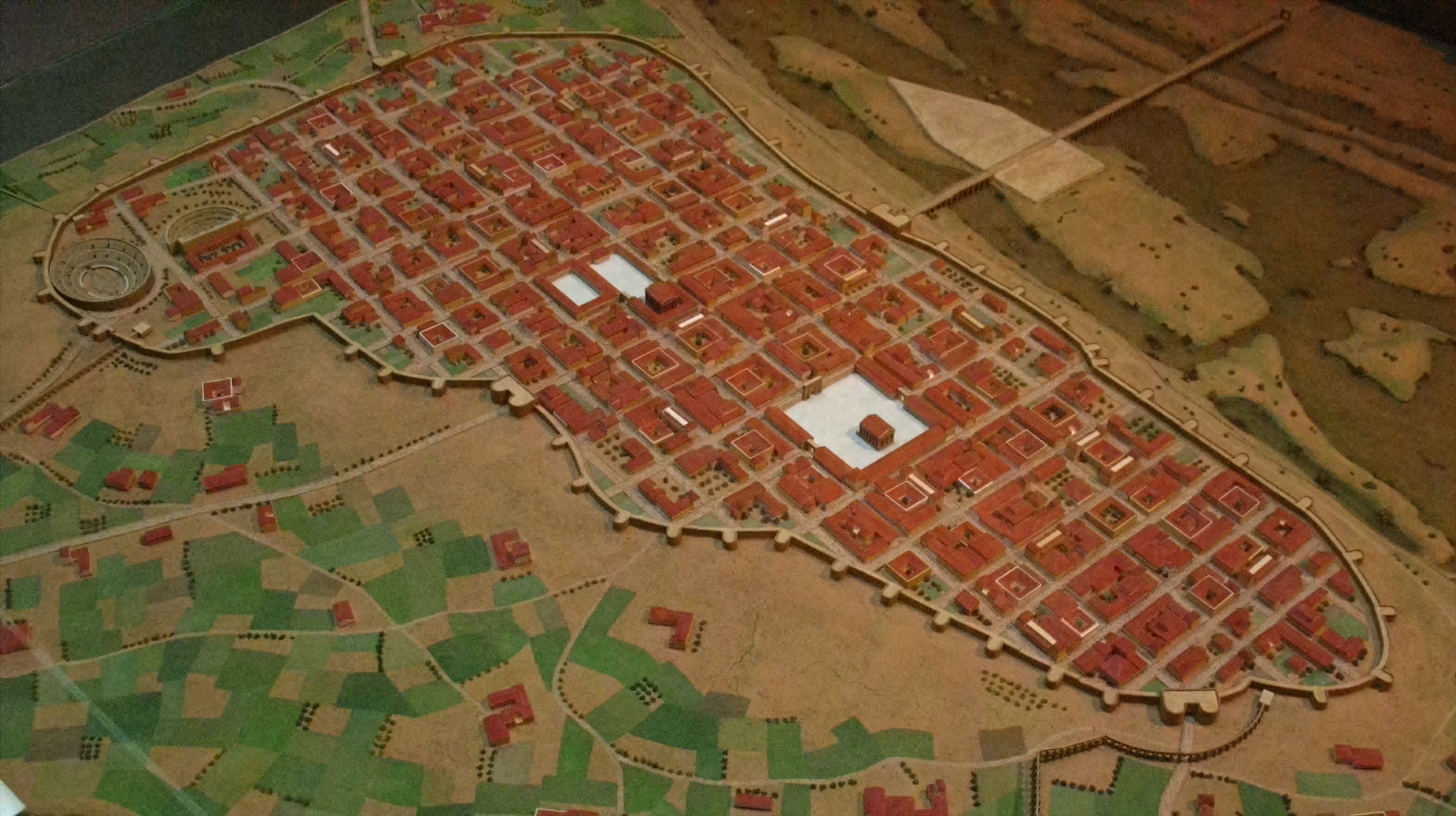
Rekonstrukcja miasta Emerita Augusta w Muzeum Sztuki Rzymskiej

- Teatro Romano – teatr rzymski zbudowany w latach 16–15 p.n.e. z inicjatywy Marka Agrypy, zięcia Oktawiana Augusta. Budowla została skonstruowana częściowo w oparciu o istniejące wzgórze, co pozwoliło zmniejszyć koszty budowy. Resztę konstrukcji zbudowano z użyciem betonu oraz muru ciosowego. Widownia mogła pomieścić około sześciu tysięcy widzów. Obiekt zawdzięcza swój dzisiejszy wygląd pracom wykopaliskowym i restauracyjnym prowadzonym od roku 1910 i stanowi jeden z najbardziej rozpoznawalnych zabytków miasta[6].
- Anfiteatro Romano – amfiteatr na 15–16 tysięcy widzów, którego budowę rozpoczęto w roku 8 p.n.e. i prowadzono etapami w latach następnych. Aby obniżyć koszty, budowlę wykonano częściowo w technologii silnego ubijania ziemi wraz z odłamkami skalnymi w drewnianych skrzyniach, które następnie rozformowywano. Obiekt służył takim widowiskom jak: walki gladiatorów między sobą lub z dzikimi zwierzętami, bądź też walki pomiędzy dzikimi zwierzętami w sztucznej scenerii przedstawiającej lasy, dżunglę czy też pustynię[6].
- Circo Romano – jeden z największych i najlepiej zachowanych cyrków w imperium rzymskim o wymiarach 403 m długości na 96,5 m szerokości, przeznaczony dla 30 tysięcy widzów. W środku jest on przedzielony niskim murem (tzw. spina), w przeszłości ozdobionym obeliskami i monumentalnymi rzeźbami. Wzniesiony poza murami starożytnego miasta[6].
- Puente Romano – kamienny most zbudowany przez Rzymian przez rzekę Gwadianę, wielokrotnie przebudowywany i odbudowywany po powodziach w wiekach późniejszych. Pierwotnie zbudowany jako dwa mosty dochodzące do wyspy na środku rzeki, połączone w całość poprzez dodanie pięciu łuków pomiędzy konstrukcjami w XVII wieku. W czasach dzisiejszych liczy prawie 800 metrów długości, wznosi się w najwyższym punkcie na wysokość 12 metrów nad lustro wody i składa się z sześćdziesięciu łuków kołowych. Obecnie przeznaczony dla ruchu pieszego[6].
- Puente Romano sobre el Albarregas – kamienny most rzymski nad strumieniem Albarregas – składa się z czterech łuków kołowych i mierzy około 145 metrów długości przy ośmiu metrach szerokości, co z powodzeniem pozwalało na mijanie się dwóch zaprzęgów konnych. Mostem tym w kierunku Astorgi przebiegała rzymska droga Iter ab Emerita Asturicam, znana później jako Via de la Plata[6].
- Templo de Diana – pozostałości świątyni Diany w postaci kolumnady na planie prostokąta na granitowym podwyższeniu, z zachowanym częściowo tympanonem od strony południowej. Na obszarze świątyni został zbudowany w XVI wieku renesansowy pałac Palacio de Conde de los Corbos wykorzystujący pierwotne podwyższenie jako fundament[6].
- Arco de Trajano – monumentalna brama stanowiąca dostęp do temenos – obszaru świątynnego, zachowana w niedużej części pierwotnej konstrukcji. Obecna wysokość – 15 metrów[6].
- El Foro – fragment narożnika forum rzymskiego, na które składa się pięć kolumn korynckich z belkowaniem, na którym oparte są metopy przedstawiające Jowisza, Meduzę oraz Kariatydę niosącą krater. Obiekt został wzniesiony w połowie pierwszego stulecia naszej ery na wzór Forum Augusta w Rzymie[6].
- Columbarios – obszar archeologiczny poświęcony pochówkom zmarłych w czasach rzymskich. Podobnie jak inne cmentarze z tamtych czasów zlokalizowany był poza murami ówczesnego miasta[6].
- Acueducto de los Milagros – pozostałości konstrukcji przeprowadzającej kanał wodny nad doliną strumienia Albarregas – część rzymskiego wodociągu doprowadzającego wodę do centrum Méridy ze zbiornika w Proserpinie. Długość pozostałej części wynosi około 800 metrów, obiekt w najwyższym punkcie wznosi się na wysokość 20 m ponad poziom lustra wody. Na północnym krańcu akweduktu znajdował się kiedyś basen oczyszczający wodę przed wprowadzeniem jej do miasta, który służył jednocześnie jako fontanna. Budowla została wzniesiona w początkach istnienia miasta, w czasach późniejszych była poddana licznym przebudowom[6].
- Acueducto de San Lázaro – akwedukt z XVI wieku wzniesiony w miejscu dawnego akweduktu rzymskiego, po decyzji ówczesnych władz miasta o rozbiórce starej, podniszczonej konstrukcji. Budowla doprowadzała wodę do miasta ze źródeł znajdujących się na północ od niego. Odcinek nadziemny miał długość około półtora kilometra i była to najdłuższa tego typu konstrukcja w kolonii[6].
- Conducción Hidraúlica Aqua Augusta – pozostałości kamiennego kanału jednego z czterech wodociągów, które doprowadzały wodę do miasta – jedynego, którego znana jest pierwotna nazwa (Aqua Augusta). Doprowadzał on wodę do południowej części Méridy ze zbiornika Cornalvo[6].
- Embalse de Proserpina – zbiornik zaporowy z czasów rzymskich; zapora kamienna o długości 425 m i wysokości 21 m zamyka dolinę, do której wpływają dwa strumienie, jedno źródło oraz wody opadowe. Jest to jedna z największych tego typu budowli z czasów starożytnych. Obiekt znajduje się w odległości około pięciu kilometrów od Méridy, była z niego doprowadzana woda do miasta poprzez Acueducto de los Milagros[6].
- Embalse de Cornalvo – sztuczne jezioro i kamienna zapora zbudowana między dwoma wzgórzami w odległości około 15 km na północny wschód od miasta. Długość tamy – 200 m, wysokość 18 m. Zbudowana w czasach Oktawiana Augusta, wody jeziora zasilały miasto poprzez wodociąg Aqua Augusta[6].
- Zona Arqueológica de Morerías – skansen archeologiczny z fundamentami domów i fragmentami ulic z czasów rzymskich oraz okresu Wizygotów[6].
- Casa del Mitreo – zespół fundamentów i przyziemi domu z czasów rzymskich z basenem na wodę opadową, termami i mozaikami podłogowymi z przełomu pierwszego i drugiego wieku naszej ery. Obiekt znajdował się poza murami miasta[6].
- Termas de San Lázaro – pozostałości fundamentów term tuż obok akweduktu o tej samej nazwie[6].
- Termas de la Calle Pontezuelas y Zona Arqueológica de las Siete Sillas – pozostałości domów z I wieku n.e. oraz kompleksu termalnego, który funkcjonował tu w wiekach II-V n.e. (widoczne relikty szatni, basenów z zimną, ciepłą i gorącą wodą oraz sali do ćwiczeń gimnastycznych)[6].

### Zabytki z okresu wizygockiego i arabskiego
- Alcazaba Árabe – zamek arabski zlokalizowany na końcu mostu rzymskiego, wznoszony przez emira Abd ar-Rahmana II z dynastii Umajjadów od 835 roku n.e. Składał się on z 25 wież połączonych murami o grubości 2,7 m. Wewnątrz zachował się podziemny zbiornik wody (Aljibe), nad którym zbudowano meczet, z którego pozostało jedno piętro, później przerobiony na kościół[6].
- Xenodochium – pozostałości szpitala dla chorych, biednych i pielgrzymów odwiedzających grób św. Eulalii, wzniesionego przez biskupa Masonę w końcu IV w. n.e.[6]

### Zabytki z czasów chrześcijańskich
- Basilica de Santa Eulalia – kościół z czasów wizygockich, później przebudowywany (do budowy wykorzystano częściowo materiał z dawnej świątyni Marsa). Poświęcony kultowi św. Eulali z Méridy, wzniesiony został na obszarze dawnego chrześcijańskiego cmentarzyska z III w. n.e. W czasach arabskich znajdował się w ruinie, później odbudowany. Pod obiektem znajdują się krypty, w których dokonywano pochówków zmarłych od czasów wczesnochrześcijańskich, aż po wiek XIX. Krypty są udostępnione do zwiedzania[6].
- Concatedral de Santa María – katedra pod wezwaniem Najświętszej Marii Panny – znajduje się przy głównym placu miasta (Plaza España). Na podstawie znalezisk archeologicznych niektórzy badacze przypuszczają, że znajduje się ona w miejscu dawnej katedry z czasów wizygockich. Obecny budynek został wzniesiony po rekonkwiście najpierw jako pustelnia, która systematycznie rozbudowywana osiągnęła na przełomie dziejów obecny kształt będący mieszanką różnych stylów[6].

Na terenie miasta znajduje się także szereg innych zabytkowych obiektów architektury sakralnej z czasów chrześcijańskich, jak: Antiguo Hospital de Jesús Nazareno (Dawny Szpital Jezusa z Nazaretu), Antiguo Hospital de San Juan de Dios (Dawny Szpital św. Jana Bożego), Iglesia del Carmen, Antigua Iglesia de Santa Clara (Dawny Kościół św. Klary), Convento de las Concepcionistas (Klasztor Sióstr Niepokalanego Poczęcia), Convento de las Freylas de Santiago (Klasztor Sióstr św. Jakuba), Conventual Santiaguista (Klasztor Zakonu Santiago), Ermita de Nuestra Señora de La Antigua (Pustelnia NMP) czy też budynków jak Palacio de los Mendoza.

## Kultura

### Muzea
- Narodowe Muzeum Sztuki Rzymskiej (Museo Nacional del Arte Romano) – zawiera jedną z najlepszych kolekcji sztuki rzymskiej na Półwyspie Iberyjskim (rzeźba, mozaiki, monety, ceramika, szkło i inne przedmioty użytku codziennego). Na przestrzeni sal wystawowych przedstawiono różne aspekty życia prowincji położonej najbardziej na zachód w imperium. Chociaż obecna instytucja została założona w roku 1975, pierwsze muzeum powstało już w 1838 roku, a eksponaty zbierane były od XVI wieku. Obecny budynek muzeum jest dziełem znanego hiszpańskiego architekta José Rafaela Moneo[6][7].
- Kolekcja Sztuki Wizygockiej (Collección Visigoda) – znajduje się budynku kościoła Santa Clara z XVII wieku – składa się na nie ekspozycja rzeźby (kapitele kolumn, pilastry, nadproża etc.), a także przedmioty użytku codziennego[6].
- Muzeum Otwarte Méridy (Museo Abierto de Mérida) – zawiera eksponaty związane z prehistorią (od neolitu do czasu przybycia Rzymian) oraz geologią (skały i minerały) Estremadury[6].
- Muzeum Wody (Museo del Agua) – znajduje się w odległej o około 7,5 km Proserpinie, tuż obok rzymskiej zapory. To nowoczesne muzeum poświęcone jest tematycznie pięciu obszarom związanym z wodą: zaopatrzeniu, jakości, użyciu w domu, jak i poza murami (np. w rolnictwie) oraz relacji człowieka z wodą jako czynnikiem życiodajnym (gdzie ostatni aspekt traktowany jest jako przesłanie). Ekspozycja muzeum przedstawia powyższe zagadnienia również w kontekście historycznym od czasów rzymskich do dzisiejszych[6].

## Gospodarka
W mieście rozwinął się przemysł spożywczy, włókienniczy, metalowy oraz cementowy.

## Sport
Najbardziej reprezentatywny klub piłkarski w Méridzie to Mérida Asociación Deportiva. Aktualnie (2014) gra on w grupie 14 Tercera División. Swoje mecze rozgrywa on na stadionie Estadio Romano de Mérida o pojemności 14 600 miejsc siedzących, będącym własnością miasta.

## Transport

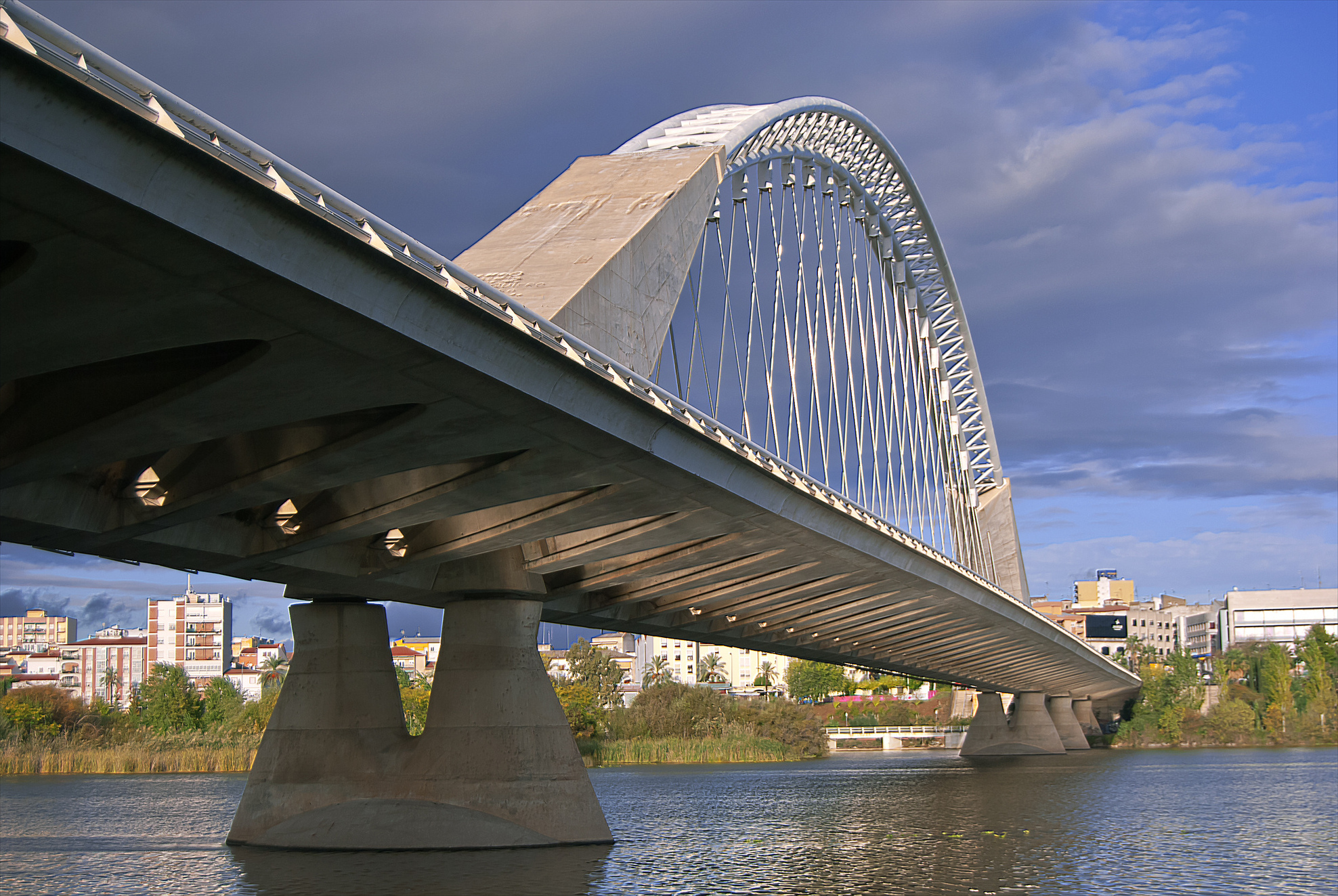
Most Puente de Lusitania

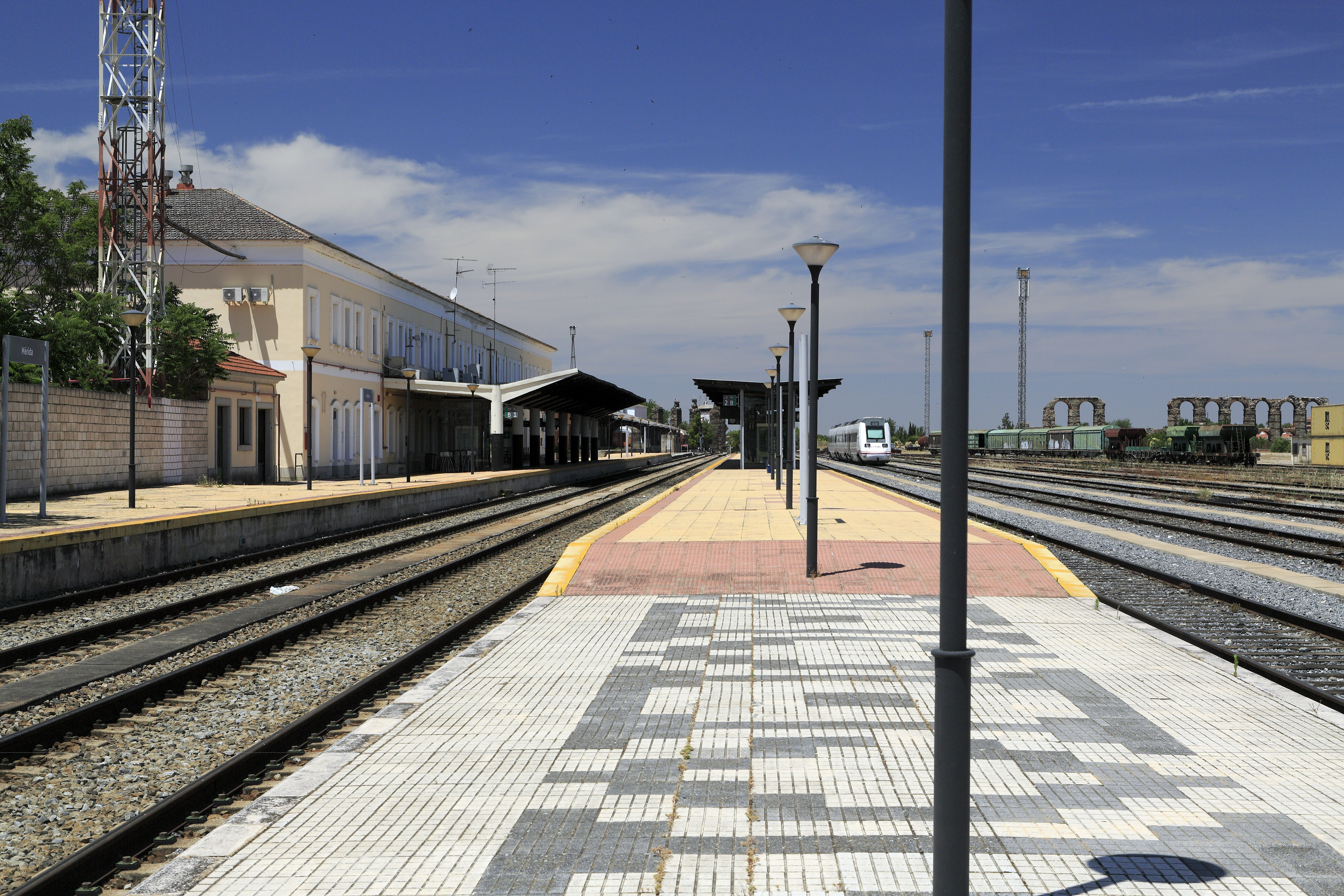
Stacja kolejowa w Méridzie w 2017 roku

### Sieć drogowa
W Méridzie krzyżują się dwie autostrady: na kierunku wschód-zachód A-5 łącząca Madryt z Badajoz i na kierunku północ-południe A-66 łącząca Zamorę z Sewillą oraz zbiega się kilka dróg o znaczeniu lokalnym. Rzekę Gwadianę przekraczają trzy mosty drogowe, jeden kolejowy oraz stary Most Rzymski wykorzystywany dla ruchu pieszego. Most Puente de Lusitania jest dziełem znanego hiszpańskiego architekta Santiago Calatravy i stanowi jeden z najbardziej rozpoznawalnych obiektów w mieście.

### Kolej
W Méridzie znajduje się stacja kolejowa, która utrzymuje połączenia kolejowe z innymi miastami regionu min. z Badajoz, Cáceres i Zafrą oraz ponadregionalne Madrytem, Sewillą w Andaluzji oraz Alcázar de San Juan w regionie Kastylia-La Mancha.

### Komunikacja miejska
Komunikację miejską w Méridzie zapewnia sieć autobusów, z których większość początek swojej trasy ma na ulicy Paseo de Roma.

### Lotniska
Mérida nie posiada własnego lotniska. Najbliższy port lotniczy – Badajoz – znajduje się w odległości około 45 km od miasta. Drugie najbliższe lotnisko to Sewilla-San Pablo (196 km). Madryckie lotnisko Barajas znajduje się w odległości około 362 km od miasta.

## Miasta partnerskie

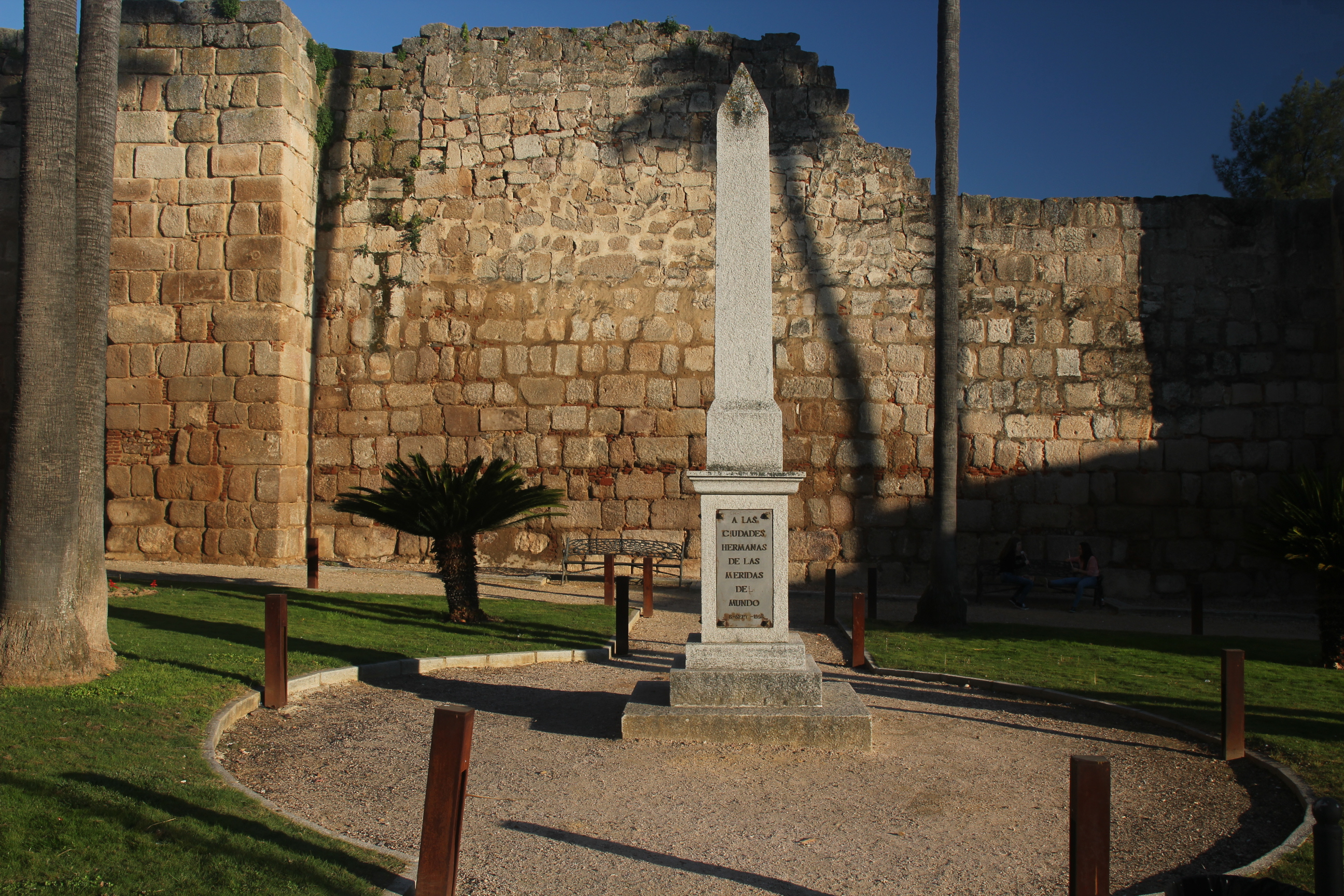
Obelisk poświęcony miastom siostrzanym o nazwie „Mérida” w Hiszpanii, Wenezueli i Meksyku

- Mérida – Meksyk[12]
- Mérida – Wenezuela[12]